# Principat d'Amala
Amala fou un principat Dang del districte de Khandesh a la Presidència de Bombai. La seva superfície era d'uns 520 km² i la població el 1881 de 4700 habitants. El seu príncep era un bhil, i tenia residència a Modal. No gaudia de sanad que li permetés l'adopció; la família seguia l'orde de primogenitura per a la successió. El seu territori era molt salvatge i no havia estat explorat pels britànics al final del segle XIX. El príncep al final del segle XIX era Ratansing Hasusing, de 35 anys.

## Referència
- Hunter, Sir William Wilson. The Imperial Gazetteer of India (en anglès).  Londres: Trübner & co., 1885.